# Evergreen Terrace
Evergreen Terrace ist eine US-amerikanische Metalcore-Band, die stärkere Einflüsse aus dem Bereich Melodic Hardcore integriert. Die Mitglieder stammen aus Jacksonville, Florida. Die Band benannte sich nach der fiktiven Straße, in der die Simpsons wohnen.

## Geschichte
Nach der Gründung im Jahr 1999 durch Andrew Carey (Gesang), Craig Chaney (Gitarre/Gesang), Joshua James (Gitarre), Jason Southwell (Bass) und Christopher Brown (Schlagzeug) veröffentlichte die Band in den nächsten zwei Jahren die erste Demo-EP Broken, eine zweite EP und eine Split-EP mit der Band Cordelle. Ihr Debütalbum Losing All Hope Is Freedom erschien schließlich 2001 bei Indianola Records. Auf dem gleichen Label folgte 2002 die Split-EP mit der ebenfalls aus Florida stammenden Hardcore-Punk-Band xOne Fifthx, wofür Evergreen Terrace vier Songs beisteuerten.
Im selben Jahr nahm Eulogy Recordings die Band unter Vertrag und veröffentlichte ihr Album Burned Alive by Time. Nach mehreren großangelegten Tourneen erschien im Februar 2004 das Coveralbum Writer’s Block mit Coverversionen von Songs bekannter Bands wie U2, Tears for Fears, The Offspring oder den Smashing Pumpkins. Im Juli des gleichen Jahres folgte das Album At Our Worst, auf dem neben Live-Aufnahmen der Band auch vier ältere Demo-Songs enthalten sind.
2005 kam die DVD Hotter, Wetter, Stickier, Funner auf den Markt, die hauptsächlich Live-Material enthält. Mit dem Album Sincerity Is an Easy Disguise in This Business veröffentlicht man im selben Jahr, drei Jahre nach dem Erscheinen der Burned Alive by Time, wieder ein Album mit neuem Songmaterial. Kurz nach den Aufnahmen verließ Schlagzeuger Christopher Brown die Band. Ersetzt wurde dieser durch Kyle Mims.
Anfang Februar 2007 hat die Band ein neues Zuhause bei Metal Blade Records bzw. dessen Sublabel High Impact Recordings von As-I-Lay-Dying-Sänger Tim Lambesis gefunden. Dort erschien im Juli 2007 das fünfte Album Wolfbiker.
Am 25. September 2009 erschien das Album Almost Home via Metal Blade Records.
2012 verließ Joshua James die Band und spielt derzeit bei Stick to Your Guns. Jason Southwell kehrte im gleichen Jahr wieder zur Band zurück, daraufhin wechselte Alex Varian vom E-Bass zur E-Gitarre.
Am 10. Dezember 2013 erschien das Album Dead Horses auf Rise Records.
Am 1. Juni 2015 gab die Band auf ihrer Facebook-Seite bekannt, dass Sänger und Gründungsmitglied Andrew Carey die Band verlassen hat.
Die Band verkündete im April 2017 über ihre Facebook-Seite, dass sowohl Sänger Andrew Carey, als auch Original-Schlagzeuger und Gründungsmitglied Christopher Brown wieder zurück in der Band sind. Die ersten Konzerte fanden im Juni und Juli in ihrer Heimatstadt Jacksonville statt. Daraufhin folgte eine kurze Europa-Tour.
Am 1. August 2024 veröffentlichte die Band das erste neue Studiomaterial seit elf Jahren mit dem Song Jail on Christmas über Dead Serious Recordings.

## Stil
Stilistisch lässt sich die Band schwer einordnen, Metalcore und New School Hardcore als grundlegende musikalische Einflüsse sind aber dennoch unverkennbar und prägen das Bild der Band. Zum anderen zeichnet sich der Sound der Gruppe aber auch durch stärkere an Melodic Hardcore, teilweise auch an Pop-Punk und Rock erinnernde, angelehnte Elemente aus.
Die Band beschreibt sich selber oft als „Melodic-Hardcore“-Band und ihren Stil als „fast, powerful heavy hardcore to melodic punk/rock“.
Verglichen wird die Band etwa bei punknews.org mit Gruppen wie Poison the Well, 18 Visions, Indecision oder auch Metallica.

## Diskografie

### Alben
- Losing All Hope Is Freedom (31. Juli 2001)
- Burned Alive by Time (26. November 2002)
- Writer’s Block (Cover-Album; 17. Februar 2004)
- At Our Worst (Live & B-Seiten-Album; 13. Juli 2004)
- Sincerity Is an Easy Disguise in This Business (21. Juni 2005)
- Wolfbiker (24. Juli 2007)
- Almost Home (25. September 2009)
- Dead Horses (10. Dezember 2013)

### EP/Split
- Evergreen Terrace vs. xOne Fifthx – Split (20. Mai 2002)
- Blowing Chunks – 7" Single (28. Juni 2008)
- Dead Horses - I Want to Conquer The World – 7" Single (2013)

### DVD
- Hotter! Wetter! Stickier! Funner! (4. Januar 2005)

## Erwähnenswertes
- Die Songs Please Hammer Don’t Hurt 'Em (MC Hammer), No Donnie These Men Are Nihilists (The Big Lebowski), Dear Livejournal (LiveJournal), New Friend Request (Myspace), I Say You He Dead (Family Guy) und God Rocky, Is This Your Face? (Rocky) beziehen sich alle auf popkulturelle Größen.
- Das Album Writer’s Block ist ein reines Coveralbum mit Songs, die die Band beeinflusst haben. Darunter Knowledge (Operation Ivy), Maniac (Michael Sembello), Zero (The Smashing Pumpkins), The Kids Aren’t Alright (The Offspring), Sunday Bloody Sunday (U2) und Mad World (Tears for Fears), zudem gab es ein Cover von Enjoy the Silence (Depeche Mode) auf dem Album Burned Alive by Time und ein Cover des Songs Everlong der Band Foo Fighters auf ihrer Myspace-Seite